# Tomawa
Tomawa [pronunciación en polaco: /tɔˈmava/] es un pueblo ubicado en el distrito administrativo de Gmina Łęki Szlacheckie, dentro del condado de Piotrków, Voivodato de Łódź, en el centro de Polonia. Se encuentra a unos 8 kilómetros al norte de Łęki Szlacheckie, a 19 kilómetros al sureste de Piotrków Trybunalski, y a 64 kilómetros al sur de la capital regional Łódź.